# Johannes Remus Quietanus

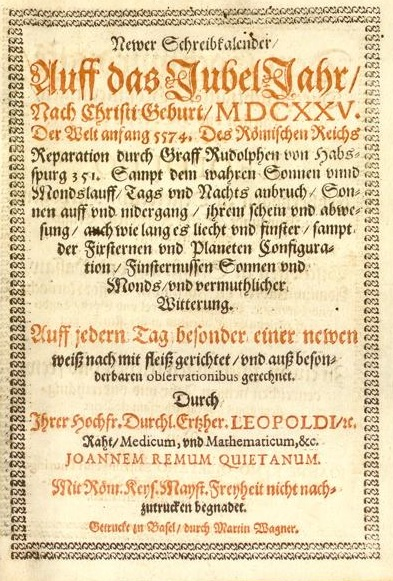
Remus Quietanus: Schreibkalender für 1625

Johann Rudrauf (oder Ruderauf, lateinisch: Johannes Remus Quietanus; * 22. September 1588 in Herda; † 17. Oktober 1654 in Rouffach) war ein deutscher Astronom, Astrologe, Arzt und Kalendermacher. Er korrespondierte mit Galileo Galilei, Johannes Kepler und Johannes Faber. Er war einer der vier ersten Beobachter eines Merkurtransits am 7. November 1631.

## Biographie

### Jugend in Thüringen
Rudrauf wurde am 22. September 1588 in Herda bei Eisenach in Thüringen als Sohn eines lutheranischen Pfarrers und Lateinlehrers geboren. Drei Tage später wurde er auf den Namen „Johannes“ getauft.
1605 wurde er auf der Universität Jena eingeschrieben. 1607 beobachtete er den Kometen, der später als der Halleysche Komet erkannt wurde. Über ihn schrieb er einen Traktat, der hauptsächlich eine astrologische Interpretation dieses „Gotteszeichens“ geben will.

### Remus Quietanus in Italien
Im Jahre 1608 reiste Johann Rudrauf nach Italien und wurde auf der Universität Padua eingeschrieben, wo er Medizin studierte und auch Galileo Galilei traf. Zu dieser Zeit konvertierte er zum Katholizismus und latinisierte seinen Namen auf Johannes Remus Quietanus. Er kam vermutlich nie in seine Heimat zurück.
1609 führte ihn eine Reise in den Süden bis nach Sizilien und Malta. Im Dezember 1611 schrieb er aus Rom seinen ersten Brief an Johannes Kepler. Während den nächsten Jahren, studierte er im Collegium Romanum, unter der Leitung von Christoph Grienberger. In Rom war Remus Quietanus in den päpstlichen Kreisen gut eingeführt, er verkehrte mit mehreren Kardinälen und frequentierte Johannes Faber, den Kanzler der Accademia dei Lincei.
Während dieser Jahre in Italien führte Remus Quietanus astronomische Beobachtungen, besonders über Mond- oder Sonnenfinsternisse, durch und setzte zwei Handschriften darüber auf (1615, 1616).

### Leibarzt der Habsburger Fürsten
1618 verließ Remus Quietanus Italien und ging nach Innsbruck an den Hof des Erzherzoges Maximilian III., wo er dem Astronomen Christoph Scheiner begegnete. Nach dem Tod Maximilians (2. November 1618) wurde Remus Quietanus Arzt bei Kaiser Matthias und bald Leibarzt des neuen Erzherzogs von Österreich-Tirol Leopold V.
1619 traf Remus Quietanus Johannes Kepler in Linz.

### Zeuge des Dreißigjährigen Krieges
In seinen Briefen an Giovanni Faber (1618–1622) erzählt Remus Quietanus vom Anfang des Dreißigjährigen Krieges mit Ereignissen in Böhmen. Bald brachte Peter Ernst II. von Mansfeld den Krieg ins Elsass. Dorthin gelangte auch Remus Quietanus in der Gefolgschaft Leopolds, der sich dorthin begab, weil er auch Bischof von Straßburg war und seine dortigen Besitztümer zu verteidigen versuchte.

### Stadtarzt in Rufach
Um 1620 zog Remus Quietanus nach Rufach im Elsass, wo er später als Stadtphysicus (= Arzt) genannt wird. Ab 1624 oblag ihm in diesem Amt die jährliche Herausgabe eines Schreibkalenders.
1619 traf er die junge Elsässerin Maria Schlitzweck, von der er 1623 einen Sohn bekam. Maria Schlitzweck starb am 27. Februar 1635. 15 Jahre später heiratete Remus Quietanus Maria Helena Freudenstehlin aus Ensisheim.
Am 17. Oktober 1654 starb Remus Quietanus.

## Quietanus, Kepler und Galileo
In seinem ersten Brief an Johannes Kepler von 1611 kommentierte er die jüngsten astronomischen Nachrichten und stellte einige Fragen, insbesondere zur kopernikanischen Theorie. Kepler antwortete drei Monate später. Diese Korrespondenz wurde erst 1618 fortgesetzt, als Remus Quietanus bei den Habsburgern tätig war. Kepler freute sich auf eine zukünftige Zusammenarbeit, die durch den Austausch einiger Briefen von 1619/20 und 1628/29 nachweisbar ist.
1619 schrieb Remus Quietanus drei Briefe an Galileo Galilei, mit denen er ihm seine Descriptio Cometarum und Keplers Epitome Astronomiae Copernicanae schickte, das in Italien durch die katholischen Behörden verboten war. In dieser Sache nahm Quietanus eine Vermittlerrolle zwischen den beiden Meistern ein, deren Beziehungen sich damals verschlechtert hatten.

## Der Merkurtransit von 1631
In den Tabulae rudolphinae sagte Kepler 1627 Durchgänge der unteren Planeten vor der Sonne für 1631 vorher: am 7. November einen Merkurtransit und am 9. Dezember einen Venustransit. 1629 wiederholte er diese Vorhersage mit einem Admonitio ad Astronomos, denn noch nie hatte jemand ein solches Phänomen beobachtet.
Johannes Remus Quietanus griff die Anregung auf und beobachtete am 7. November 1631 in Rufach den Merkurtransit ab 9:42. Er gab darüber eine Beschreibung in einem Brief an Erzherzog Leopold.
Dieser Merkurtransit wurde gleichzeitig von Pierre Gassendi in Paris, Johann Baptist Cysat in Innsbruck und einem Unbekannten in Ingolstadt beobachtet.

## Publikationen

### Schreibkalender
Ab 1624 gab Remus Quietanus vermutlich jedes Jahr einen Schreibkalender auf das kommende Jahr heraus. Die erste Edition lautet "Neuer Schreibkalender, auff das Jubel Jahr 1625(…) sampt dem wahren Sonnen unnd Mondslauff, Tags und Nachts Anbruch, Sonnen Auff und Nidergang, ihrem Schein und Abwesung, auch wie lang es liecht und finster, sampt der Firsternen und Planeten Configuration, Finsternissen Sonnen und Monds, und vermuthlicher Witterung"und wurde in Basel bei Martin Wagner gedruckt. Andere Editionen oder Erwähnungen davon gibt es für 1624, 1625, 1626, 1627, 1629, 1630, 1631, 1638, 1641, 1650.

### Andere Publikationen
- Gründliche Beschreibung des neuen monstrosischen Sternes welcher Anno Christi 1607 (…) vom 27 Juli bis helfte october am hohen Himmel geleichtet (J.Rudrauff, Rudravius Herdenses, Erfurt 1607), Traktat über den Kometen von 1607 mit astrologischer Interpretation.
- Restitutio universalis Motuum caelestium in stellis fixis, sole, luna, et maxime eclipsibus. (…) Johannes Remus Quietanus Tyrigoetam, Philosophia et Medicinae Doctor, Rom 1615: Handschrift, Beschreibung von Sonnen- und Mondfinsternissen der Vergangenheit oder der Zukunft.
- Observationes eclipsis lunaris anno Christi MDCXVI. XXVI. Augusti nocte sequente Romae habitae. Ex qua et aliis tribus exquisitis demonstrantur distantiae, magnitudines, & proportions corporum ac sphaerarum Solis, & Lunae, ac umbrae Terrenae, una cum comparatione calculi Alphonsini, Copernicaei, Brahaei, & Magini, Rom 1616. Beschreibung der Mondfinsternis des 26. August 1616, Vergleichung mit verschiedenen Modellen: Alfonsinische Tafeln, Modellen von Nikolaus Kopernikus, Tycho Brahe und Giovanni Antonio Magini.
- Observationes et descriptiones duorum cometarum qui anno 1618… (Remus Quietanus, Innsbruck 1619), Handschrift, Beschreibung von zwei Kometen des Jahres 1618 zu Galileo gesendet, es soll auch eine deutsche Version geben, gedruckt bei Daniel Paur, Innsbruck, 1619.
- Historia morbi quo Arch. Austriae Leopold fuit affectus… Wien 1622. Medizinische Zusammenfassung.[16]
- Natürliche Practica und Witterung, auf dass Jahr der Geburt Jesu Christi, M.DC.XLII. Im 24. Jahr der beharrlichen Kriegen in Teutschlandt, Remus Quietanus, Spannseil, Colmar, 1641: eine Art Almanach mit astronomischen Vorhersagen, aber auch politische und meteorologische Bemerkungen, oder Ratschläge für den Garten und die Gesundheit.
- Astronomischer und astrologischer Discurs von der grossen Zusammenkunfft ... der zweyen höchsten Planeten ... des Saturni u. Jupiters Remus Quietanus, Spannseil, Colmar 1642. Tractat über die kommende Planetenkonjunktion von Jupiter und Saturn von 1643.